# Vitória do Mearim
Vitória do Mearim é um município brasileiro do estado do Maranhão. Sua população estimada em 2021 foi de 32.956 habitantes. Anteriormente chamado de Curral da Igreja, foi elevado à categoria de vila e distrito com o nome de Mearim, pela resolução de 19-04-1833, confirmado pela lei provincial nº 7, de 29-04-1835. Em 1924 se tornou município, sendo batizado de Mearim. Em 1938 passou a se chamar Baixo Mearim. Em 1948 passou a se chamar Vitória do Mearim, nome que carrega atualmente.

## Geografia
O município de Vitória do Mearim possui uma extensão territorial de 715,625 quilômetros quadrados, ocupando a 138 posição entre os 217 municípios maranhenses em termos de área.

### Demografia
O município de Vitória do Mearim possui uma extensão territorial de 715,625 quilômetros quadrados, ocupando a 138 posição entre os 217 municípios maranhenses em termos de área.

### Educação
Em 2010, a taxa de escolarização de crianças entre 6 e 14 anos em Vitória do Mearim era de 98,3 %, colocando o município na 19 colocação entre os 217 do estado. Quanto ao Índice de Desenvolvimento da Educação Básica (IDEB) referente ao ano de 2023, os anos iniciais do ensino fundamental na rede pública apresentaram índice de 5,1 enquanto os anos finais atingiram 4,5.
| Taxa de escolarização de 6 a 14 anos de idade [2010]             | 98,3 %           |
| IDEB – Anos iniciais do ensino fundamental (Rede pública) [2023] | 5,1              |
| IDEB – Anos finais do ensino fundamental (Rede pública) [2023]   | 4,5              |
| Matrículas no ensino fundamental [2023]                          | 4.824 matrículas |
| Matrículas no ensino médio [2023]                                | 1.538 matrículas |
| Docentes no ensino fundamental [2023]                            | 346 docentes     |
| Docentes no ensino médio [2023]                                  | 91 docentes      |
| Número de estabelecimentos de ensino fundamental [2023]          | 51 escolas       |
| Número de estabelecimentos de ensino médio [2023]                | 6 escolas        |

Fonte: IBGE

## Economia
Em 2021, o Produto Interno Bruto (PIB) per capita de Vitória do Mearim foi de R$ 9.656,01, valor que colocava o município na 93 posição entre os 217 do estado do Maranhão.
| PIB per capita [2021]                                    | 9.656,01 R$ |
| Índice de Desenvolvimento Humano Municipal (IDHM) [2010] | 0,596       |

Fonte: IBGE
| Salário médio mensal dos trabalhadores formais [2022]                                             | 2,2 salários mínimos |
| Pessoal ocupado [2022]                                                                            | 1.993 pessoas        |
| População ocupada [2022]                                                                          | 6,47 %               |
| Percentual da população com rendimento nominal mensal per capita de até 1/2 salário mínimo [2010] | 53 %                 |

Fonte: IBGE